# Nitocrella reducta
Nitocrella reducta är en kräftdjursart som först beskrevs av Schäfer 1936.  Nitocrella reducta ingår i släktet Nitocrella och familjen Ameiridae. Inga underarter finns listade i Catalogue of Life.